# کرینتس
کرینتس (به چکی: Křinec) یک منطقهٔ مسکونی در جمهوری چک است که در ناحیه نیمبورک واقع شده‌است. کرینتس ۱٬۳۱۹ نفر جمعیت دارد.